# Karsten Huck
Karsten Huck, född den 13 november 1945 i Wohltorf i Västtyskland, är en västtysk ryttare.
Han tog OS-brons i individuell hoppning i samband med de olympiska ridsporttävlingarna 1988 i Seoul.